# GTK

GTK+ o bibliotecă de programme

GTK+, sau The GIMP Toolkit, este o bibliotecă care cuprinde elemente de control și un sistem de dezvoltare a interfețelor grafice. Este unul dintre cele mai populare sisteme pentru X Window System, alături de Qt și Motif.
GTK+ a fost creat inițial pentru GIMP, un editor de imagini bitmap, în 1997, de către Spencer Kimball, Peter Mattis și Josh MacDonald. Licențiat sub LGPL, GTK+ este software liber și parte din Proiectul GNU.

## Limbaje de programare
GTK+ folosește limbajul C, deși design-ul său folosește sistemul de obiecte GObject. Platforma GNOME oferă interfețe pentru:
- C++ (gtkmm)
- Perl (Gtk2-perl)
- Ruby (ruby-gtk2)
- Python (PyGTK)
- Java (java-gnome)
- C# (Gtk#)

Diverși dezvoltatori au scris interfețe pentru multe alte limbaje de programare, precum Ada, D, Fortran, Haskell, Ocaml, Pascal, PHP, Pike, Tcl, Euphoria și toate limbajele de programare din sistemul .NET. O listă completă de interfețe se poate găsi la pagina de interfețe GTK+ Arhivat în 11 decembrie 2007, la Wayback Machine..
Există și limbaje scrise pentru GTK+, printre care: GOB2 și Vala.
Spre deosebire de alte sisteme de interfață grafică, dar asemenea Qt, GTK+ nu este bazat pe Xt. Avantajul acestui fapt este că permite GTK+ să fie disponibil și pe alte sisteme și să fie mai flexibil. Dezavantajul este că nu are acces la baza de date de resurse X, care este metoda tradițională de a personaliza programele pentru X11.

## Platforme
GTK+ a fost inițial scris pentru X Window System, și acesta rămâne principala platformă adresată. Alte platforme sunt Microsoft Windows, DirectFB și Quartz.

## Medii desktop care utilizează GTK+

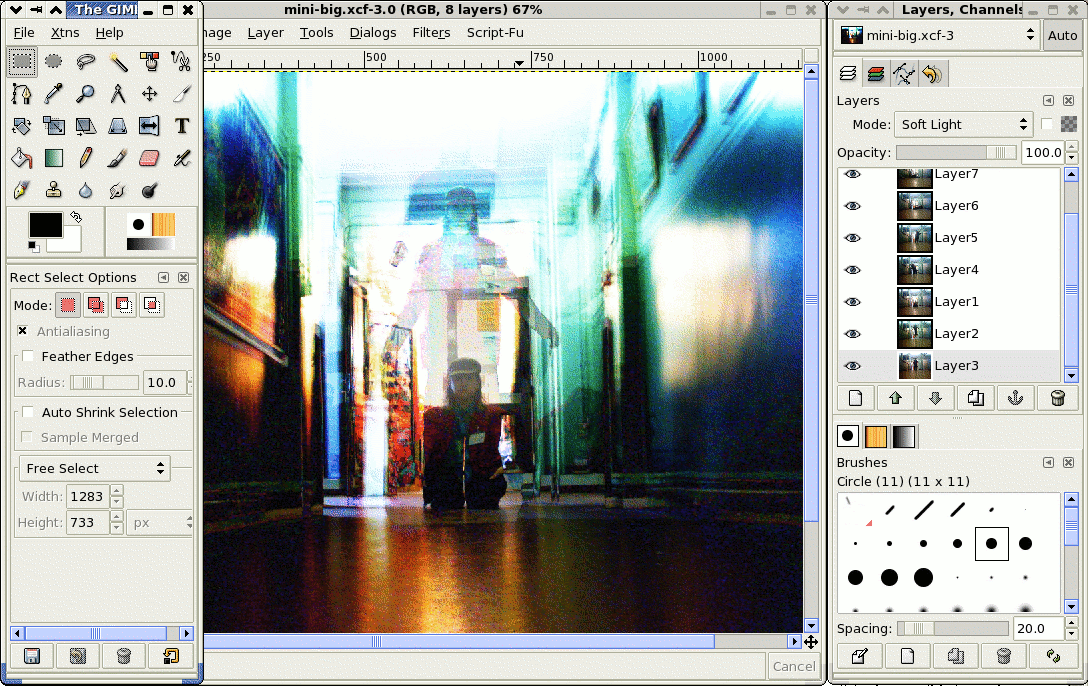
Captură de ecran cu GIMP 2.0. GTK+ este responsabil de componentele interfeței grafice a programului, incluzând meniuri, butoane, câmpuri de editate, etc.

- wxWidgets, un sistem de interfețe grafice ce folosește GTK+ când este compilat pentru sisteme Unix.

 Arhivat în 5 octombrie 2007, la Wayback Machine..
- GNOME folosește GTK+ ca bază, ceea ce înseamnă că programele scrise pentru GNOME folosesc GTK+.
- Xfce de asemenea folosește GTK+ ca bază, totuși programele sale nu depind de foarte multe librării.
- Cinnamon
- MATE
- OpenMoko

Aceste medii desktop nu sunt necesare pentru a rula programe GTK+. Dacă bibliotecile necesare programului sunt instalate, un program GTK+ poate rula și în alte medii precum KDE sau un manager de ferestre-X11-plus. GTK+ poate rula și sub Microsoft Windows, fiind folosit de unele programe populare precum Pidgin și GIMP.

## Managere de ferestre
Metacity și Xfwm4 folosesc GTK+ 2.

## Utilități ne-grafice
GTK+ a conținut inițial unele rutine care nu erau legate de grafică, care în prezent au fost mutate într-o bibliotecă separată, Glib, pe care dezvoltatorii o pot folosi pentru cod ce nu necesită interfață grafică.

## GTK+ 2

### Dezvoltări în GTK+ 2
Glade permite dezvoltarea de interfețe dintr-un mediu vizual, precum Visual Basic.

## Dezvoltări viitoare
- Listă de sisteme de interfețe grafice
- wxWidgets
- Qt
- Motif
- FLTK
- FOX toolkit
- Visual Component Framework